# Uncinocythere allenae
Uncinocythere allenae är en kräftdjursart som först beskrevs av D. G. Hart och C. W. Hart 1971.  Uncinocythere allenae ingår i släktet Uncinocythere och familjen Entocytheridae. Inga underarter finns listade i Catalogue of Life.